# بابا نوئل ۳: بند فرار
بابا نوئل ۳: بند فرار (به انگلیسی: The Santa Clause 3: The Escape Clause) فیلمی محصول سال ۲۰۰۶ و به کارگردانی مایکل لمبک است. در این فیلم بازیگرانی همچون تیم آلن، الیزابت میچل، جاج رینهولد، وندی کروسون، آن مارگرت، اریک لوید، اسپنسر برسلین، لیلیانا مومی، آلن آرکین، مارتین شورت، آیشا تایلر، پیتر بویل، مایکل دورن، جی توماس، کوین پولاک، آرت لافلئور، ابیگیل برسلین و باب برگن ایفای نقش کرده‌اند. این فیلم دنباله فیلم‌های بابا نوئل و بابا نوئل ۲ است.